# International Cricket Councils medlemmer
ICC blev grundlagt på Lord's d. 15. juni 1909 som Imperial Cricket Conference med Australien, England og Sydafrika som dets grundlæggende medlemmer. I 1926 blev Indien, New Zealand og Vestindien medlem. Pakistan blev medlem i 1953, Sri Lanka i 1981, Zimbabwe i 1992, Bangladesh i 2000 og Afghanistan og Irland i 2017. ICC har på nuværende tidspunkt 105 medlemmer i alt.
Medlemskab er et hierarki, og der er tre kategorier af medlemskab: Full Members, Associate Members og Affiliate Members. I den højeste kategori er der 10 Full Members (faste medlemmere). Under Full Members er der 38 Associate Members. I den laveste kategori er der 57 Affiliate Members.

## Full Members
Full Members (faste medlemmer) er de ledende organer for cricket i et land eller tilknyttede lande. Faste medlemmer kan også repræsentere et geografisk område. Alle faste medlemmer har ret til at sende et repræsentativt hold for at spille officiel Test cricket. Desuden er alle faste medlemsnationer automatisk kvalificerede til at spille One Day International cricket og Twenty20 International cricket. Vestindiens crickethold repræsenterer ikke et land, men snarere en sammenslutning af mere end 20 lande og territorier fra Caribien. Englands crickethold repræsenterer både England and Wales. Her Arkiveret 4. marts 2016 hos  Wayback Machine er den officielle rangliste.
| #  | Landshold   | Administration/Ledelse                | Medlem siden  |
| -- | ----------- | ------------------------------------- | ------------- |
| 1  | Afghanistan | Afghanistan Cricket Board             | 22. juni 2017 |
| 2  | Australien  | Cricket Australia                     | 15. juli 1909 |
| 3  | Bangladesh  | Bangladesh Cricket Board              | 26. juni 2000 |
| 4  | England     | England Cricket Board                 | 15. juli 1909 |
| 5  | Indien      | Board of Control for Cricket in India | 31. maj 1926  |
| 6  | Irland      | Cricket Ireland                       | 22. juni 2017 |
| 7  | New Zealand | New Zealand Cricket                   | 31. maj 1926  |
| 8  | Pakistan    | Pakistan Cricket Board                | 28. juli 1952 |
| 9  | Sri Lanka   | Sri Lanka Cricket                     | 21. juli 1981 |
| 10 | Sydafrika   | Cricket South Africa                  | 15. juli 1909 |
| 11 | Vestindien  | West Indies Cricket Board             | 31. maj 1926  |
| 12 | Zimbabwe    | Zimbabwe Cricket                      | 6. juli 1992  |